# Ivanjohnstonia
- Commons
- Wikispecies

Ivanjohnstonia é um gênero de plantas pertencente à família Boraginaceae.